# Échogoniomètre
L'échogoniomètre, est un appareil électronique qui détecte la présence d'un corps immergé dans l'océan en utilisant le son. 
L'échogoniomètre détermine la position du corps immergé en transmettant des mouvements vibratoires. Ces vibrations reviennent à l'échogoniomètre après avoir frappé l'objet. Les navires de guerre et les avions militaires utilisent l'échogoniomètre pour déterminer la position des sous-marins ennemis. Les navires ont recours à l'échogoniomètre pour déterminer la profondeur de l'eau sous leur quille. Le nom international de l'échogoniomètre est "Sonar", qui est composé des initiales des mots son, navigation et portée.
L'échogoniomètre se compose d'un émetteur, d'un transducteur, d'un récepteur et d'un indicateur. L'émetteur envoie des signaux électriques au transducteur. Le transducteur est un dispositif semblable à une antenne qui est immergé dans l'eau. Les signaux électriques passent de l'émetteur au transducteur et sont convertis en ondes sonores. Les ondes sonores utilisent des fréquences allant de 5 000 à 25 000 Hz. Les ondes sonores reviennent à l'échogoniomètre du navire après avoir heurté un submersible ou touché le fond de l'océan. Les ondes sonores, recueillies par le récepteur, sont chronométrées par la jauge. Le son se déplace dans l'eau à une vitesse d'environ 1500 mètres par seconde. L'indicateur traduit automatiquement les ondes sonores qui atteignent l'échogoniomètre en une mesure de distance, déterminant ainsi la position du submersible ou la profondeur des fonds marins.

## Sources et références
- (it) Cet article est partiellement ou en totalité issu de l’article de Wikipédia en italien intitulé « Ecogoniometro » (voir la liste des auteurs).

1. ↑  (it) « ecogoniòmetro | Sapere.it », sur www.sapere.it, 11 février 2021
2. ↑  (it) « ecogoniometro nell'Enciclopedia Treccani », sur www.treccani.it, 11 février 2021